# Бёгелсдейк, Том
Том Бёгелсдейк (нидерл. Tom Beugelsdijk; род. 7 августа 1990 года, Гаага, Нидерланды) — нидерландский футболист, защитник клуба «Схевенинген».

## Клубная карьера
Бёгелсдейк — воспитанник клуба АДО Ден Хааг из своего родного города. Летом 2010 года для получения игровой практики Том на правах аренды был отдан в «Дордрехт». 13 августа в матче против «Камбюра» он дебютировал в Эрстедивизи. Летом 2011 года клуб продлили аренду ещё на сезон. 16 сентября в поединке против «Камбюра» Том забил свой первый гол за «Дордрехт». Летом 2012 года Бёгелсдейк вернулся в АДО Ден Хааг. 25 августа в матче против «ВВВ-Венло» он дебютировал в Эредивизи. В сентябре в поединке против столичного «Аякса» Том забил свой первый гол за АДО Ден Хааг.
Летом 2014 года Бёгелсдейк перешёл в немецкого «Франкфурта». 3 августа в матче против «Хайденхайма» он дебютировал во Второй Бундеслиге. 24 октября в поединке против «Гройтера» Том забил свой первый гол за «Франкфурт».
Летом 2015 года вернулся в АДО Ден Хааг. В июле 2022 года перешёл в «Хелмонд Спорт», подписав с клубом трёхлетний контракт.